# Si'ufaga
Si'ufaga è un villaggio delle Samoa Americane appartenente alla contea di Taʻu del Distretto Manu'a.